# بث فینیکس
الیزابت کاکیانسکی کارولین (به انگلیسی: Elizabeth Kocianski Carolan)' یک کشتی‌گیر حرفه‌ای زن آمریکایی متولد ۲۴ نوامبر ۱۹۸۰ (میلادی) است که با نام بث فینیکس، در مسابقات کشتی حرفه‌ای شرکت می‌کند. فونیکس از سال ۲۰۰۱، تاکنون در این رشته، و در مسابقات نوع راو فعال بوده است.

## دوره کشتی غیرحرفه‌ای
کارولان کشتی را در تیم دبیرستان نیوجرسی آغاز کرد. او اولین عضو زن تیم در تاریخ دبیرستانش بود. در سال ۱۹۹۹، توانست قهرمان زنان شود. همچنین عضو «کشتی آمریکا» بود هدف زندگیش این بود که کشتی‌گیری حرفه‌ای شود و اعتقاد داشت پس زمینه قابل اطمینان غیرحرفه‌ای به او کمک خواهد کرد.

## دوره کشتی حرفه‌ای

### مسیر آموزش (۲۰۰۱–۲۰۰۵)
بعد از فارغ‌التحصیلی از دبیرستان در سال ۱۹۹۸، به مدرسه حرفه‌ای کشتی و دانشگاه کانیزیوس در بوفالو رفت. در مدرسه کشتی توسط «همه شوالیه‌ها» (شامل جویی نایت و رابین نایت وینگ) آموزش دید. اولین مسابقه او در مقابل الکسی لاری بود. سپس در کمپانی‌های مستقل دیگر در مقابل زنان و مردان کشتی‌گیر رقابت کرد. در سال ۲۰۰۲، یکی از اولین اعضای کمپانی زنانه گلوری بود. سپس به اف ان دبلیو رفت و تنها زن کشتی‌گیر آنجا بود. توانست جویی نایت و کوین گریس را در سال ۲۰۰۳ شکست دهد و قهرمان شود. بعداً در رقابتی سالانه شرکت کرد و به فینال رسید اما به آوریل هانتر باخت. دو سال بعد برگشت و نیکی روکس را شکست داد اما در مرحله دوم توسط آلیشا حذف شد.

### دبلیو دبلیو ای

#### (OVW (2004-2007
در می ۲۰۰۴، به‌طور آزمایشی به دبلیو دبلیو ای دعوت شد و با نام «بث فینیکس» شروع بکار کرد و دوست دختر نمایشی کریس مسترز شد. در اکتبر ۲۰۰۵، با کمپانی قراردادی گسترده بست اما همان ماه دستش شکست.
در ۱۶ اوت ۲۰۰۶، سرینا را شکست داد و به‌طور منظم برای قهرمانی زنان او وی دبلیو مسابقه می‌داد. اما در بتل رویال موفق نبود و سرینا برنده شد. در ۴ اکتبر، توانست سرینا را شکست داده و قهرمان شود. در ۲۰ اکتبر قهرمانی اش را به ویکتوریا کراوفورد باخت. اما روز بعد دوباره آن را بدست آورد. در ۶ نوامبر، یک مسابقه نردبان برگزار شد و برنده رقیب فینیکس برای قهرمانی شد. «لی» برنده شد و در سال ۲۰۰۷ با کمربند قهرمانی ظاهر شد. فینیکس آخرین حضورش در او وی دبلیو را در ۱۵ اوت ۲۰۰۷ داشت و به «لی» باخت.

#### همراهی باتریش استراتوس(۲۰۰۶)
فینیکس در ۸ می ۲۰۰۶ به راء رفت و وقتی میکی جیمز در حال حمله به تریش استراتوس بود به جیمز حمله کرد. بعد از این کار، جیمز او را سرزنش کرد. یک هفته بعد، استراتوس رسماً او را معرفی کرد و فینکس از جانب او جیمز را نابود کرد. وقتی نهایتاً جیمز فرار کرد، فینیکس ادعا کرد جیمز زندگی او را ویران کرده و او را «روانی» خطاب کرد. در همان قسمت، بعد از مسابقه جیمز با توری ویلسون، فینیکس به او حله کرد. در ۲۹ می ۲۰۰۶، فینیکس و ویلسون توانستند کندیس میشل و ویکتوریا را شکست دهند. در ۵ ژوئن ۲۰۰۶، در مسابقه‌ای با ویکتوریا به‌طور واقعی دچار شکستگی فک شد اما مسابقه را ادامه داد و برنده شد. یک سال برای عمل‌های جراحی و بهبودی صرف کرد مثلاً یک صفحه تیتانیومی و نه پیچ در فکش قرار داشت. با این حال فقط دو ماه از میدان‌ها دور بود و به OVW برگشت.

#### گلمیزان (۲۰۰۷–۲۰۰۸)
در ۹ ژوئیه ۲۰۰۷، وقتی ملینا اظهار کرد مصدوم است، فینیکس به عنوان چهره‌ای منفور بازگشت. او ملینا را در کنار جیلیان هال در مسابقه‌ای مقابل کندیس میشل و میکی جیمز قرار داد که آن را باختند. در سامر اسلم، فینیکس توانست بتل رویال را ببرد و برای قهرمانی زنان مقابل میشل قرار گیرد. سپس یه شکل یک دیوای مسلط درآمد و خود را «گلمیزان» نامید و به میکی جیمز، جیلیان هال و میشل حمله کرد. اما در نهایت نتوانست کمربند زنان را از کندیس میشل بگیرد.
در پی پی وی «نو مرسی» میشل را شکست داد و اولین قهرمانی زنان خود را بدست آورد. در راء فینیکس کمربند خود را در مقابل میشل حفظ کرد. چون با تکان دادن طناب رینگ، باعث افتادن او شد و به‌طور واقعی ترقوه میشل شکست.
در «آرماگدون» مسابقه‌ای قهرمانی بین فینیکس و جیمز برگزار شد و فینکس برنده شد.

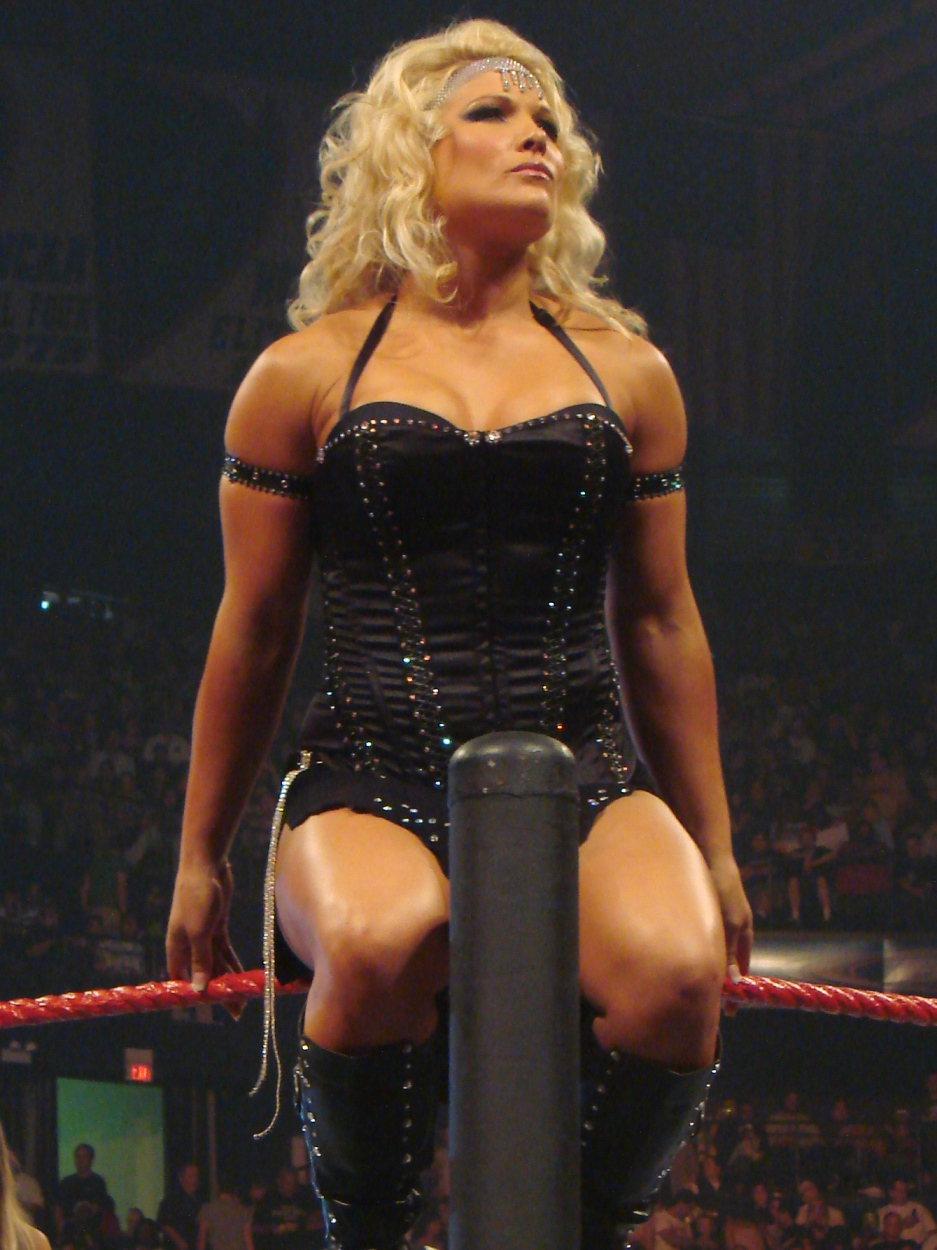
فینیکس در ورود به رینگ

در رسلمینیای ۲۴، با ملینا در مقابل ماریا و اشلی قرار گرفت و برنده شد. در ۱۴ آوریل در مقابل میکی جیمز نهایتاً کمربندش را باخت. در ریمچ هم ملینا ندانسته با پا بصورتش زد و او از جیمز باخت. در ۱۲ می، با ملینا در برابر جیمز و ماریا قرار گرفت. در طول مسابقه ملینا ندانسته به فینیکس ضربه زد و باعث شد او، ملینا را رها کند و گروه مقابل برنده شدند. همان شب، در پشت صحنه ملینا و فینیکس دعوا کردند و اتحادشان پایان یافت. در پی پی وی «وان نایت استند» در اولین مسابقه «آی کوییت» زنان، ملینا را شکست داد.

#### گلمارلا (۲۰۰۸–۲۰۰۹)
بعد از مدتی فینیکس در ۱۴ ژوئیه برگشت و در پشت صحنه اعلام کرد با هر سوپراستاری حاضر به مسابقه است. سنتینو مارلا با او مبارزه کرد و فینیکس با رول کردن برنده شد. هفته بعد دوباره با هم گلاویز شدند ولی نهایتاً همدیگر را بوسیدند.
در تلویزیون تشکیل زوج را دادند و گلمیزان و مارلا تشکیل گروه گلمارلا را دادند. در تیم فینیکس نقش یک زن رک را داشت و مارلا را سرزنش می‌کرد. در سامراسلم توانستند کوفی کینگستون و میکی جیمز را شکست دهند. فینکس با پین کردن جیمز قهرمان زنان شد و مارلا هم کمربند بین قاره‌ای کینگستون را گرفت.
در ۸ دسامبر ۲۰۰۸، به عنوان دیوای سال انتخاب شد. سپس شروع به دشمنی با مارلا که از مصدومیت برگشته بود، کرد. این ماجرا هم‌زمان با استخدام رزا مندز بود که به عنوان طرفدار فینیکس معرفی شد. در رویال رامبل ۲۰۰۹، فینیکس کمربندش را به ملینا باخت. در رسلمینیای ۲۵، در بتل رویال ۲۵ نفره دیواها، مارلا با شکل جعلی دیوا ظاهر شد و فینیکس را حذف کرد. او اعلام کرد خواهر دوقلوی مارلا بنام «سنتینا» است. بعد از این فینیکس با ناراحتی از این تظاهر، گروه گلمارلا را از هم پاشاند.

#### تعویض برند (۲۰۰۹–۲۰۱۰)
بعد از کمی وقفه، فینیکس برمیگردد و در کنار آلیشا فاکس و رزا مندز به میکی جیمز و کلی کلی و گیل کیم می‌بازد. در ۱۲ اکتبر، اعلام می‌شود فینیکس برای اولین بار در مسیر شغلیش به اسمکدان می‌رود. در اسمکدان توانست جنی بروکز را شکست دهد. در ۲۰۱۰، در رویال رامبل شرکت کرد و گریت کالی را حذف کرد. اا توسط سی ام پانک حذف شد. او بعد از چاینا، دومین زن تاریخ بود که در رویال رامبل شرکت کرد.
ویکی گررو، مشاور اسمکدان به او گفت فرصت قهرمانی زنان به او نمی‌دهد. پس او تیفانی را از حمله گررو و مک کول و لیلا نجات داد. بعد هم با تیفانی مک کول و لیلا را شکست داد. دشمنی او با مک کول تا رسلمینیای ۲۶ ادامه یافت و در مسابقه‌ای تگ تیم به تیم مک کول باخت. در اکستریم رولز با شکست مک کول سومین قهرمانی زنان خود را بدست آورد. نهایتاً در مسابقه‌ای «دو در برابر یک» مک کول و لیلا در مقابلش قرار گرفتند و لیلا اولین قهرمانی زنان خود را بدست آورد.

#### قهرمانی دیواز (۲۰۱۰–۲۰۱۲)
فینیکس در نوامبر از مصدومیت برگشت و به لیلا و مک کول حمله کرد. او و ناتالیا متحد شدند و در پی پی وی تی ال سی، در اولین مسابقه میز تاریخ زنان، توانستند مک کول و لیلا را شکست دهند.
در ۲۰۱۱، به راء برگشت و موقعیت قهرمانی دیواز را گرفت. سپس به کلی کلی حمله کرد تا دشمنی را بیشتر کند. فینیکس بعداً گفت «از «این ادم خودنما و احمق و رسوا» خسته شده که البته بقیه دیواها هم همینطورند.» و با ناتالیا گروه «دیواهای محشر» را تشکیل داد. فینیکس در سامراسلم نتوانست کلی کلی را شکست دهد. در طول سپتامبر، دیواهای محشر با کلی کلی و ایو تورس و «دختران شگفت‌انگیز» (ای جی و کیتلین) درگیر شدند. او دوباره در «نایت او چمپینز» از کلی کلی شکست خورد. نهایتاً در «هل این ا سل» با کمک ناتالیا توانست اولین قهرمانی دیواز خود را کسب کند. تا ۳۰ ژانویه ۲۰۱۳ توانست در همه مسابقات قهرمانی پیروز شود. در رسلمینیای ۲۸، با ایو در مقابل کلی کلی و ماریا منونوس شکست خوردند. در ۶ آوریل، با دخالت کلی کلی از نیکی بلا شکست خورد. در ۲۳ آوریل، با مصدومیت غیرواقعی قوزک پا کمربندش را به نیکی بلا باخت. در «اکستریم رولز» قرار بود در مقابل نیکی بلا برای قهرمانی قرار گیرد ولی از نظر پزشکی آماده نبود و لیلا جایگزینش شد.
در سپتامبر، شخصی نامعلوم به کیتلین حمله کرد. کیتلین گفت حمله‌کننده بلوند بوده و ایو تورس هم فینیکس را متهم کرد. در همان ماه، تورس او را اخراج کرد اما جنرال منیر جدید، بوکر تی، این اخراج را برداشت. در اول اکتبر، فینیکس به تورس باخت. در ۲۹ اکتبرهم به‌ای جی لی باخت اما سرپرست راء، ویکی گررو، مسابقه را دوباره آغاز کرد و این بار فینیکس برنده شد. بعد از این مسابقه، گررو او را بخاطر اجرای ضعیفش اخراج کرد اما در واقعیت فینیکس از سپتامبر قرار بوده کمپانی را برای دلایل خانوادگی ترک کند.

### حواشی
او دریکی از شوهای ماندی نایت راو شرکت کرد تا بهبود وضعیت پزشکی همسرش یعنی ادج را گزارش دهد که رندی اورتن آمد و داستان‌های زیادی را برای او دربارهٔ ادج تعریف کرد که ناگهان از بث یک سیلی دریافت کرد و رندی او را به صورت لب خوانی که تعجب همگان را برداشت او را یک هرزه خواند و سپس به او آر کی او زد سپس ناتالیا دوست صمیمی او و ری میستریو و آرتروث و کادر پزشکی به رینگ آمدند که حال بث فینکس را جویا شوند.

## سایر کارهای رسانه‌ای
در فوریه ۲۰۰۹، فینیکس به همراه کندیس میشل و لیلا در نشریه FLEX ظاهر شد.

## زندگی شخصی
کارولان در نیویورک بزرگ شد. وقتی یازده ساله بود در یک مسابقه رنگ آمیزی برنده شد که جایزه اش بلیط شرکت در WWF بود. او این را فرصتی می‌داند که او را عاشق کشتی کرد. کشتی گیران مورد علاقه اش اوون هارت و تدی بیاسی هستند. در دبیرستان تنیس و دو و میدانی کار می‌کرد. در سال سوم دبیرستان عنوان ملکه را کسب کرد. او از دانشگاه کانیسیوس فارغ‌التحصیل است و در رشته عدالت کیفری و روابط عمومی لیسانس دارد. در مدت کار در OVW، به عنوان پیش خدمت در رستوران‌های محلی کار می‌کرد.
او با جویی کارولان (نام در رینگ: جویی نایت) ازدواج کرد ولی از هم جدا شدند. در فوریه ۲۰۱۴، آدام کوپلند (نام در رینگ: اج) اعلام کرد دختر او و کارولان بنام لیریک شش هفته پیش متولد شد.

## در کشتی

### فینیشر
- گلم اسلم[۱۶] (Elevated double chickenwing facebuster)

### کشتی گیران تحت مدیریت او

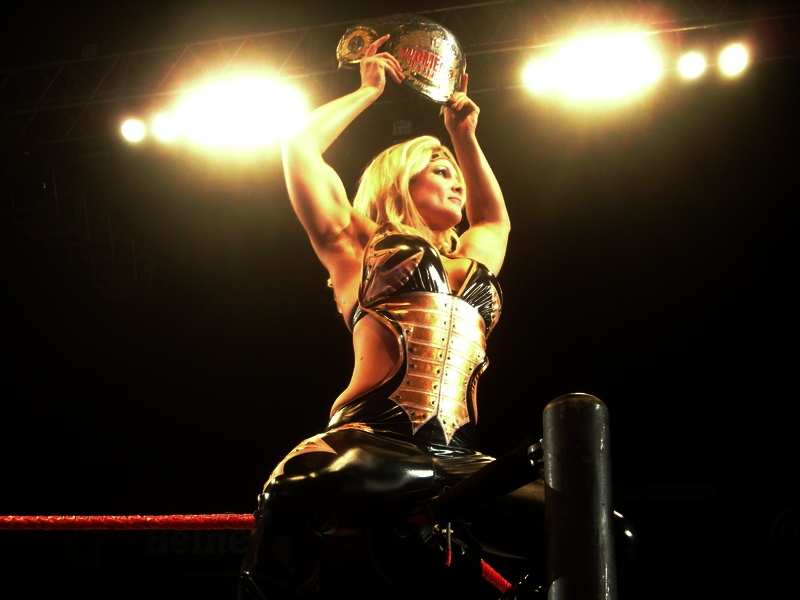
فینیکس به عنوان فهرمان زنان

- کریس مسترز[۲]
- سنتینو مارلا[۱۷]

### نام‌های مستعار
- پرنده افسانه‌ای[۱۸]
- گلمیزان[۳]
- بسته کامل کشتی زنان[۱۹]
- دیوای فوق‌العاده[۲]